# 河村亮
河村 亮（かわむら りょう、1967年〈昭和42年〉6月26日 - 2022年〈令和4年〉5月14日）は、日本テレビのエグゼクティブアナウンサー。

## 来歴

### 生い立ち
神奈川県茅ヶ崎市に生まれ、その後父の転勤で新潟県新潟市に転居。新潟大学教育学部附属新潟小学校、新潟大学教育学部附属新潟中学校、新潟県立新潟高等学校（松井みどり、伊藤聡子と同期）、早稲田大学政治経済学部卒業。

### 日本テレビ入社
1991年（平成3年）に日本テレビに入社。報道、スポーツ、バラエティ番組などを担当し、バラエティでは『ウッチャンナンチャンのウリナリ!!』『電波少年』シリーズなどで進行役・レポーターを務めた。

### スポーツアナウンサーとして
2004年からはプロ野球中継『Dramatic Game 1844』の実況・ベンチリポーターなど、スポーツ中継の担当がメインであるが、スポーツ以外の番組に出ることもある。『24時間テレビ 「愛は地球を救う」』でも度々顔を出しており、2011年の放送では日本テレビの大先輩でもあり出生地（神奈川県茅ヶ崎市）に長年在住している徳光和夫のチャリティー・マラソンの実況を担当した。また、バラエティ番組のスポーツ・対決企画では実況・進行を担当する事が多いほか、不定期で『笑点』の副音声解説放送も他のアナウンサーと持ち回りで担当することもある。
初のプロ野球実況は1994年（平成6年）6月3日の読売ジャイアンツ対横浜ベイスターズ戦。初実況でいきなり元木大介、岡崎郁、大久保博元の三者連続本塁打が起きた。ただ、大久保の場面で「こんなことがあるのか!」と発言した際、後に「頭の中が真っ白になりかけた」と語っている。実際、巨人の野手での三者連続本塁打は1988年7月6日の巨人対中日ドラゴンズ戦（円山球場）での吉村禎章、原辰徳、呂明賜以来で、この試合が通算4度目であった。
2005年（平成17年）に、第26回NNSアナウンス大賞でテレビ部門大賞を受賞。
2006年のトリノオリンピックの際にはジャパンコンソーシアムのメンバーとして放送に参加。カーリング競技の実況等を担当している。トリノオリンピックカーリング日本代表（チーム青森）の本橋麻里のことを「この選手はマリリンと呼ばれております」と最初の中継で紹介したのは河村である。
2007年（平成19年）の箱根駅伝の実況の際、今井正人選手が芦ノ湖にトップでゴールする際に、「今、山の神、ここに降臨!その名は今井正人!」と実況。その翌年、今井が社会人選手として出場したニューイヤー駅伝の放送でも、TBS系列（及群馬テレビ）での中継にもかかわらず、今井を紹介する際に(映像提供 日本テレビという形で)採用された。
また、2006年の中日のセ・リーグ優勝決定試合と、2007年の巨人のセ・リーグ優勝決定試合をそれぞれ実況し、前者ではタイロン・ウッズが延長12回表に満塁本塁打を放った際に「痛烈！一閃！」の名実況を残した。しかしいずれも日テレG+での放送であったため、地上波での放送はされなかったが、2012年9月21日の巨人対東京ヤクルトスワローズ戦でも巨人のリーグ優勝の瞬間を伝え、これが自身にとって初の地上波における優勝決定戦実況となった。2013年9月22日の巨人対広島東洋カープ戦でも巨人のリーグ連覇の瞬間を伝えたが、前年とは違い、地上波で放送されなかった。2020年10月30日の巨人対ヤクルト戦では巨人は3-3で引き分けたものの（この日の試合前時点での優勝マジックは1であった）、マジック対象チームの中日が対広島戦（ナゴヤドーム）で敗戦、阪神が対横浜DeNAベイスターズ戦（横浜スタジアム）で引き分けたため、前年（2019年）に続いてリーグ優勝を決めた試合を実況した。
日本シリーズでは2008年の巨人対埼玉西武ライオンズ第1戦、2009年の巨人対北海道日本ハムファイターズ第4戦、2012年の巨人対日本ハム第6戦（自身にとって最初で最後の巨人日本一決定の実況。胴上げ投手は山口鉄也）、2013年の巨人対東北楽天ゴールデンイーグルス第5戦の実況を担当したが、日本シリーズでの巨人の成績は1勝3敗と分が悪かった。その反面、巨人のシーズン開幕戦（開催が東京ドームの場合のみ）の実況は入社以来一度も経験していなかったが、2010年3月26日の巨人対ヤクルト戦で初めてシーズン開幕戦の実況を担当した。2016年3月25日にも前回と同じ組み合わせで自身2度目の巨人のシーズン開幕戦の実況を担当。担当した2度とも巨人は勝利を収めている。以前には2005年3月26日に千葉ロッテマリーンズ対楽天の開幕戦（千葉マリンスタジアム）を実況、日本テレビでは珍しくセ・パ両リーグの開幕戦実況を行った数少ないアナウンサーである。また、メジャーリーグの日本開幕戦は2004年（ニューヨーク・ヤンキース対タンパベイ・デビルレイズ）と2012年（シアトル・マリナーズ対オークランド・アスレチックス）の2度開幕第1戦の実況を担当している。
また、2013年（平成25年）5月5日の巨人対広島戦では『松井秀喜&長嶋茂雄W国民栄誉賞受賞記念スペシャル』として特番の司会及び中継の実況を担当した。
その実況者としての力量と知識は原辰徳からも認められていた。
2019年（令和元年）6月1日付でアナウンス部専門部長に昇格したが、スポーツ実況活動などは従来通り行っていた。アナウンス部長は直前まで情報・制作局バラエティーセンターチーフプロデューサーだった伊東修が就任した。

### 死去
2022年（令和4年）5月14日、脳出血のため東京都内の病院で死去した。54歳没。5月15日の時点で日テレの関係者に訃報が知らされていたのか、この日の野球中継（巨人 対 中日第9回戦=東京ドーム）の実況を担当した伊藤大海は中日ドラゴンズのアリエル・マルティネスが6回にソロ本塁打を放った際に「痛烈! 一閃!」のフレーズを引用している。訃報は同月16日に日本テレビより公表された。 葬儀は遺族と関係者のみで執り行われた。
生前最後のメディア出演は、テレビが同年3月3日のBS日テレ「オープン戦・巨人対西武戦」の巨人側リポーター、ラジオは同年3月19日のラジオ日本「日テレアナ・ザ・ワールド」で、関係者によるとその後は肝臓の具合が思わしくなく体調不良を訴え、4月末から入院加療中であったという。原辰徳によれば「4月に入った頃でしょうか。球場で後ろ姿、横顔をお見かけしたことがありました。ですが、どうしたんだろう？というくらい別人のような顔つきをされていて、思わず声をかけることもはばかられました。思えば、その頃から少し体調を悪くされていたのではないでしょうか。」と体調の異変を気にかけていたという。
箱根駅伝の実況を担当していたこともあり、青山学院大学監督の原晋が自身のTwitterで「箱根駅伝名実況河村アナが。残念無念。青学大駅伝部は河村アナに育てて頂きました。謹んでお悔やみ申し上げます。」と悼んだ。
また共演していた芸能人では、かつて『ウッチャンナンチャンのウリナリ!!』にて共演していたキャイ〜ンと千秋が葬儀告別式に参列したことが報じられ、千秋についてはSNSの自身公式Instagramにて追悼のコメントを行っている。
同年8月27日に放送された『24時間テレビ45 愛は地球を救う』で、生前親交のあった松井秀喜や丸山茂樹、ウッチャンナンチャンなどのインタビューを交え河村の追悼特集が放送された。その中で河村の後輩である蛯原哲が、亡くなる1ヶ月半前の4月1日に河村から「昨夜（3月31日）から耳鳴りがやまず、一睡も出来ず、今も続いています」という病状報告と、4月1日から3日にかけて東京ドームで行われた巨人対阪神戦で河村が担当する予定であった1日の1塁側（巨人）リポーターと翌2日のヒーローインタビューを別の人に代わってほしいというLINEのメッセージが送られてきたことを涙ながらに明かした。

## 人物
- 趣味 : へたなモノマネ（幼いころからの担任教師などのモノマネで、一般受けしないもの）[2]
- 身長 172 cm、血液型 B型[2]
- 元富山テレビアナウンサーで、MXテレビアンカー、グリーンチャンネルの高瀬有紀子は元妻である。2人の間に子供はいない。

## 過去の出演

### 担当番組
報道・情報番組
| 期間         | 期間          | 番組名            | 役職                 | 担当日       |
| ------------ | ------------- | ----------------- | -------------------- | ------------ |
| 同局入社直後 | 同局入社直後  | NNN朝のニュース   | シフト勤務キャスター | （交替制）   |
| 1993年4月1日 | 1994年4月2日  | NNNきょうの出来事 | スポーツコーナー     | 金曜日・休日 |
| 1999年10月   | 2001年9月28日 | ジパングあさ6     | スポーツコーナー     | （交替制）   |

バラエティ・実況担当番組
- スポーツ中継
- 最強の頭脳 日本一決定戦! 頭脳王
- ウッチャンナンチャンのウリナリ!!
- 快傑!コウジ園
- シャル・ウィ・ダンス?
- とんねるずの生でダラダラいかせて!!（フランス横断生ダラウルトラクイズ、生ダラ日本シリーズ）
- ウリナリ芸能人社交ダンス部（進行担当）
- 全国高等学校クイズ選手権(実況。第29回-32回)
- 嵐にしやがれ（コーナー「荒野の十人しやがれ」での司会進行）

### テレビアニメ
- 風が強く吹いている（2019年、アナウンサー）

### 劇場アニメ
- サマーウォーズ（2009年）

### ゲーム
- プロ野球JAPAN2001（コナミ）- 実況
- THE BASEBALL 2002 バトルボールパーク宣言（コナミ）- 実況。日テレ野球中継とのタイアップ作品

## 関連人物
同期入社
- 笛吹雅子（アナウンス部→報道局→「NNN Newsリアルタイム」メインキャスター）
- 藪本雅子（アナウンス部→報道局→退社）
- 金子茂（アナウンス部→報道局→制作部→広報→総務部）

芸能人
- ウッチャンナンチャン - 7年間毎週共演していた「ウリナリ!!」以来の友人。現在でもたまに連絡をとりあっているという（2007年放送TBSラジオ・「ウンナンタイム」より）が、実は1991年の新人時代に「ウンナン世界征服宣言」の1コーナーで「出前講義 NTV新入社員編」にて新入社員のよるウンナンへの質問コーナーであまり目立たなかったものの、2回、ウンナンと会話している。
  - 内村光良
  - 南原清隆 - 2011年5月11日及び2013年6月5日のDramatic Game 1844の副音声ゲストで南原が出演した際、河村が副音声実況を担当した。
- キャイ〜ン - こちらも7年間毎週共演していた「ウリナリ!!」以来の友人。現在では数年に一度、特番で共演がある程度である。
  - 天野ひろゆき
  - ウド鈴木